# 安塚町
安塚町（やすづかまち）は、新潟県の南西に位置していた東頸城郡の町。上越市への通勤率は13.2%（平成12年国勢調査）。2005年1月1日に上越市に編入し、町域は地域自治区「安塚区」となった。

## 概要
長野県との県境であり、新潟県の南西部に位置している。

## 地理
- 山:菱ケ岳
- 河川:小黒川
- 湖沼:

### 気候
豪雪地帯である。冬場は平地で2m、山間部の集落で4mも積もる。

### 人口
右肩下がりに減少している。
| 実施名                   | 実施年        | 人口    |
| ------------------------ | ------------- | ------- |
| 新制・安塚村制時人口調査 | 1955年3月31日 | 11173人 |
| 第9回国勢調査            | 1960年10月1日 | 10179人 |
| 第10回国勢調査           | 1965年10月1日 | 8789人  |
| 第11回国勢調査           | 1970年10月1日 | 7495人  |
| 第12回国勢調査           | 1975年10月1日 | 6473人  |
| 第13回国勢調査           | 1980年10月1日 | 5973人  |
| 第14回国勢調査           | 1985年10月1日 | 5305人  |
| 第15回国勢調査           | 1990年10月1日 | 4691人  |
| 第16回国勢調査           | 1995年10月1日 | 4176人  |
| 第17回国勢調査           | 2000年10月1日 | 3733人  |

### 隣接していた自治体
- 東頸城郡:浦川原村、大島村、牧村
- 長野県飯山市

## 歴史
縄文時代の遺跡があり、この時代から当地に人々が居住していた。上杉謙信の生存時には三国街道の軍事的重要地として機能していた。

### 沿革

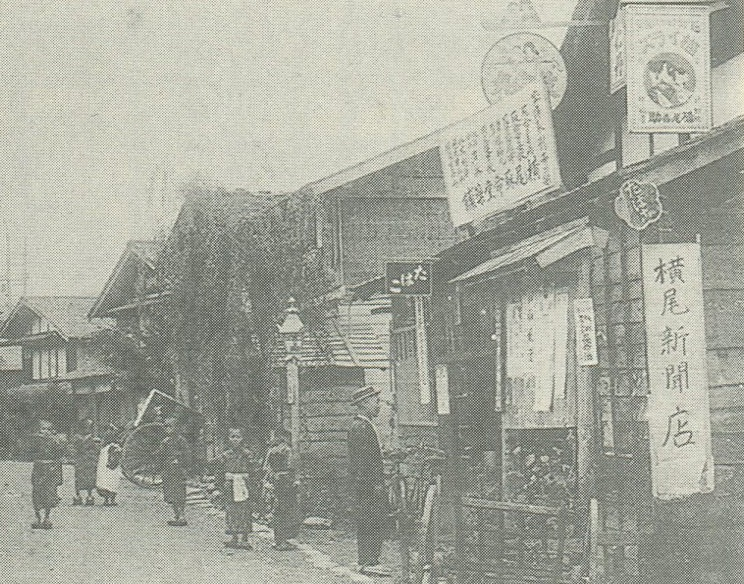
1912年前後の安塚村中心部

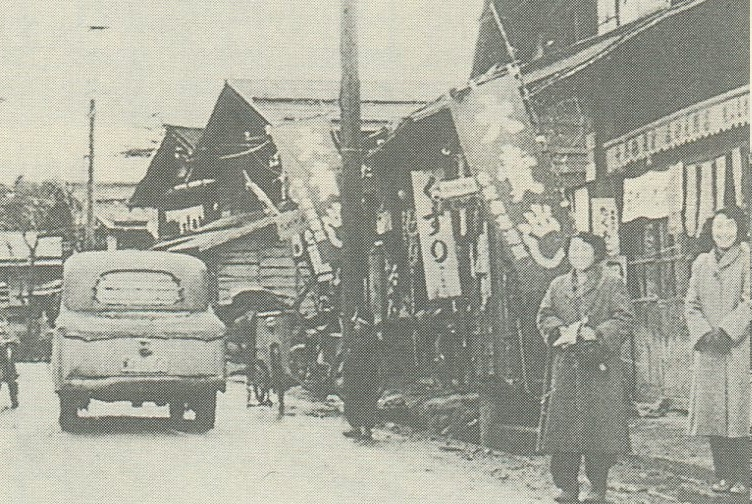
1955年前後の安塚町中心部

- 1889年（明治22年）4月1日 - 町村制の施行により、東頸城郡安塚村、和田村、本郷村、石橋村、上方村、下方村、牧野村、板尾村、松崎村及び袖山村の区域をもって、東頸城郡安塚村（やすづかむら）が発足する。
- 1901年（明治34年）11月1日 - 東頸城郡小切戸村、沼木村、行野村及び安塚村の区域のうち、大字和田の区域が合併して、東頸城郡小黒村が発足する。東頸城郡安塚村、月影村、中保倉村及び中川村が合併して、改めて東頸城郡安塚村が発足する。
- 1955年（昭和30年）
  - 3月31日 - 東頸城郡下保倉村及び安塚村の区域のうち、大字中猪子田、下猪子田、上猪子田、小谷島、虫川、小蒲生田、横住、真光寺、谷、法定寺及び熊沢の区域が合併して、東頸城郡浦川原村が発足する。東頸城郡安塚村、菱里村及び小黒村が合併して、改めて東頸城郡安塚村が発足する。
  - 8月1日 - 町制施行して、東頸城郡安塚町となる[11]。
- 1960年（昭和35年）12月24日 - 安塚町商工会が発足する[3]。
- 1965年（昭和40年）8月1日 - 町章を制定する[3]。
- 1971年（昭和45年）4月 - 優良町村として全国町村会から表彰される[4]。
- 1985年（昭和60年）8月 - 町制施行30周年記念で町民憲章が発表される[12]。
- 1996年（平成8年）4月1日 - 町内にあった5校の小学校を統合し、安塚町立安塚小学校を開校する[13]。
- 2003年（平成15年）5月31日 - 「自治体環境グランプリ」雪だるま財団優秀賞を受賞する[14]。
- 2005年（平成17年）1月1日 - 上越市に編入する。2004年12月31日現在の安塚町の区域をもって、地域自治区「安塚区」を設置する。

## 行政
- 町長：矢野学（1997年4月27日から）

### 町章
- 由来は「安」を図案化し、中心を円で纏め、三つの尖りを表したものを町制施行10周年の記念の一環として公募し、1965年8月1日に制定される。色は朱色が指定されている[11][3][15]。

## 経済

### 産業
- 主な産業
- 産業人口

## 姉妹都市・提携都市

### 国内
- 恵那郡山岡町（岐阜県、現・恵那市）

## 地域

### 健康
- 平均年齢

### 教育
- 新潟県立安塚高等学校
- 安塚町立安塚小学校

## 交通

### 鉄道路線
- なし（但し、隣の東頸城郡浦川原村に北越急行ほくほく線が走る。）

### 道路

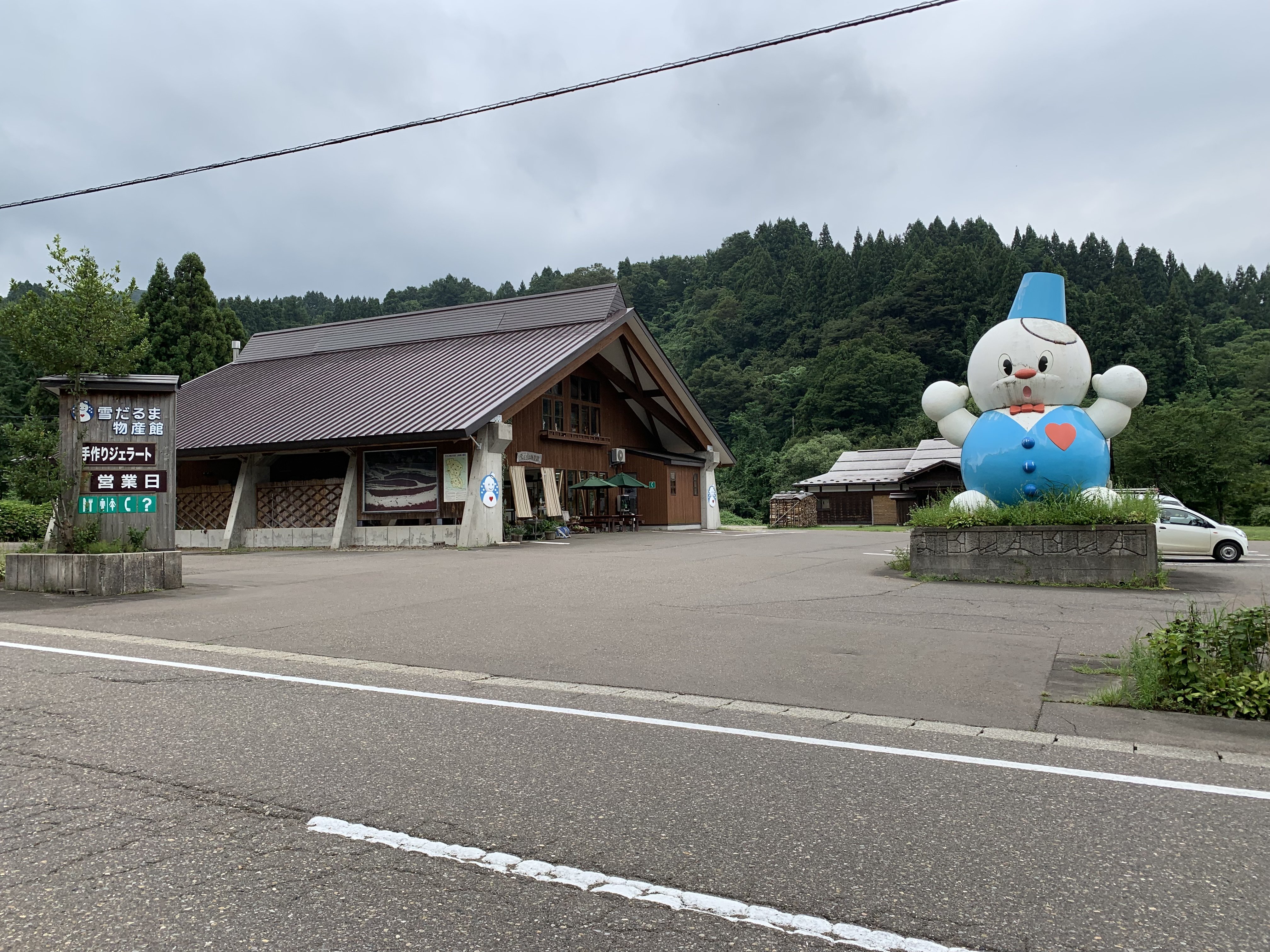
道の駅雪のふるさとやすづか

高速道路：なし
一般国道
- 国道403号
- 国道405号

都道府県道
道の駅
- 雪のふるさとやすづか

## 名所・旧跡・観光スポット・祭事・催事
- スキー場「キューピットバレイ」
- 「ワンダーランド」ゆきだるま温泉
- 直峰城跡
- 専敬寺
- 雪だるま物産館
- 安塚スノーフェスティバル

## 出身有名人
- 杉田庄一（日本海軍のエース・パイロット、「闘魂の塊」と渾名される）
- 北島忠治（元明治大学ラグビー部監督）